# Лякишев, Дмитрий Владимирович
Дми́трий Влади́мирович Ля́кишев (род. 4 июня 1974) — российский экономист и дипломат. Полномочный представитель Российской Федерации при Всемирной торговой организации (ВТО) в Женеве в 2019—2024 годах.

## Биография
Дмитрий Лякишев окончил Московский Государственный Университет имени М. В. Ломоносова. Получил учёную степень кандидата экономических наук.
В 2002 году начал работать в Минэкономразвития. По 2004 год занимался торгово-экономическими отношениями России и Евросоюза. Участвовал в ведении переговоров по присоединению России к ВТО. В рамках этих отношений разрабатывал систему обязательств России: лицензирование импорта, таможенные процедуры и вопросы технического регулирования. Позже в постпредстве России при ООН руководил подразделением, взаимодействовавшим с ВТО.
2 сентября 2013 года был назначен на должность директора департамента международного сотрудничества и общественных коммуникаций Центрального банка РФ. С сентября 2017 года занимал должность заместителя полномочного представителя Российской Федерации при Евросоюзе (Брюссель). Руководил группой Минэкономразвития в составе постпредства, курируя торгово-экономические проблемы между Российской Федерацией и ЕС. 
5 декабря 2019 года президентским указом Дмитрий Лякишев был назначен полномочным представителем России при ВТО, сменив Геннадия Овечко. 1 марта 2024 года был уволен.

## Награды
- Благодарность президента Российской Федерации (19 января 2013 года) — за активное участие в переговорном процессе по вступлению Российской Федерации во Всемирную торговую организацию[9].
- Медаль «За вклад в создание Евразийского экономического союза» II степени (8 мая 2015 года)[10].